# Rivalinden
Rivalinden er en italiensk stumfilm fra 1919 af Eugenio Perego.

## Medvirkende
- Maria Caserini som Marchesa di Beaulieu
- Myriam De Gaudi som Derblay
- Isabel De Lizaso
- Pina Menichelli som Clara de Beaulieu
- Lina Millefleurs som Athenaide Moulinet